# Fils aîné de l'Église

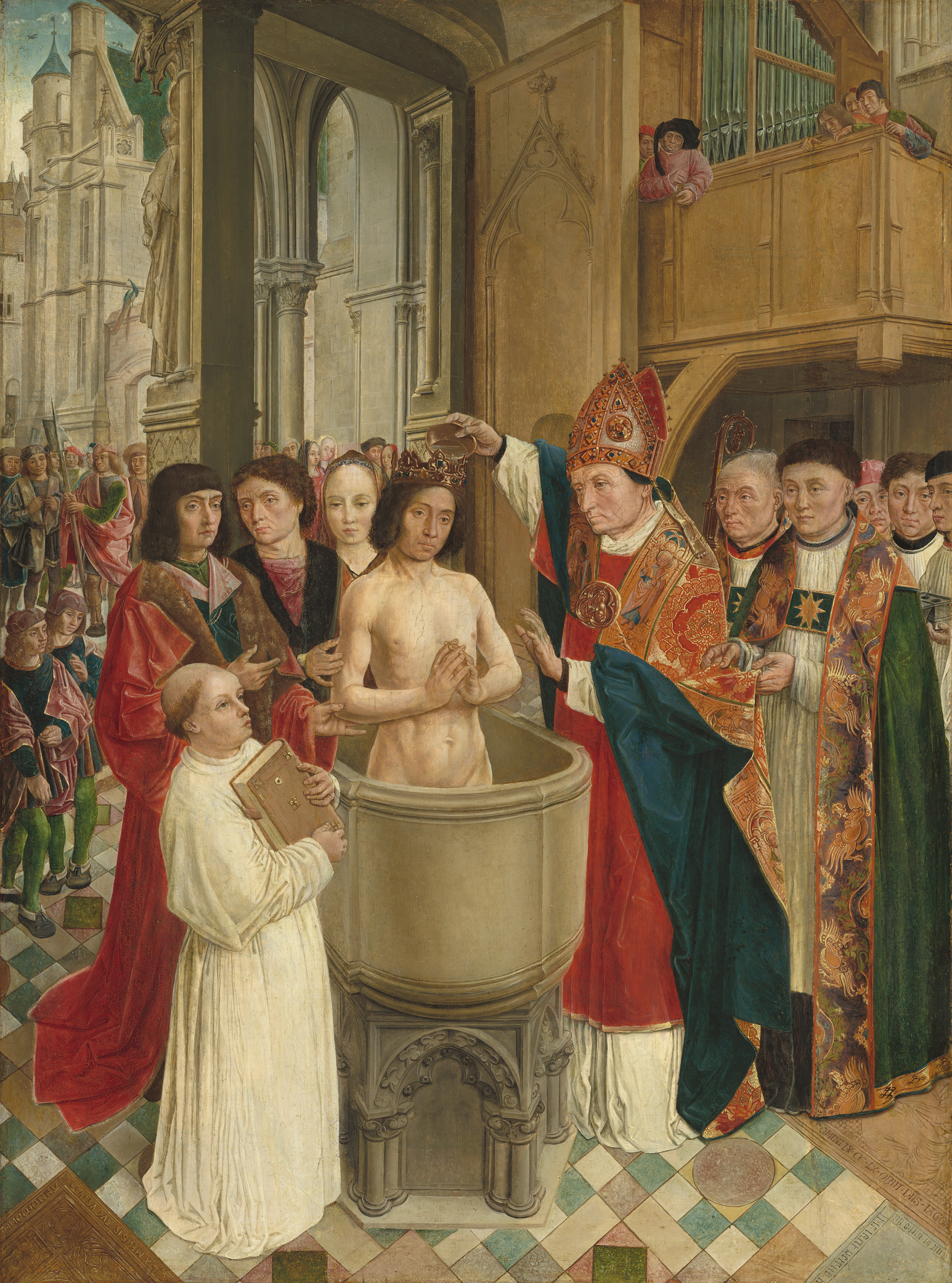
Depuis le baptême de Clovis, les rois de France reçoivent le titre, à tort historiquement parlant, de « fils aîné de l'Église ».

Fils aîné de l'Église était un titre systématiquement porté par les rois de France à partir de Charles VIII en référence au baptême de Clovis, premier roi baptisé dans la foi de Nicée. La formule fut appliquée ensuite au royaume de France au XVIe siècle puis à la France républicaine au XIXe siècle. L’expression « France, fille aînée de l'Église » est attestée pour la première fois lors du Discours sur la vocation de la nation française,  prononcé le 14 février 1841 par le père dominicain Henri-Dominique Lacordaire dans la cathédrale Notre-Dame de Paris, évoquant le lien entre le comte de Marnes alors en exil et sa filiation avec l'Église.

## Histoire
L'affirmation d'une filiation spirituelle liant le roi de France à l'Église catholique remonte à l'époque carolingienne mais sa systématisation, de même que la transmission de cette filiation à la France en tant que nation, remontent à la Renaissance avec des historiens voulant mettre l'accent sur la dimension religieuse dans la définition et la légitimation du pouvoir royal,,.

### Le baptême de Clovis, aîné des rois dans la foi de Nicée
La France est désignée comme fille aînée de l'Église parce que ses rois sont les successeurs directs de Clovis Ier, premier roi barbare baptisé chrétien en 496, et à ce titre fils aîné de l'Église.
Cependant, cette affirmation peut être discutée historiquement si on ne se réfère pas à la seule Église nicéenne. L’empereur romain Dioclétien installe Tiridate IV (298-330) sur le trône d’Arménie. Le roi est païen, mais un prédicateur, Grégoire Ier l'Illuminateur, le convainc de se faire baptiser et faire de l’Arménie le premier État officiellement chrétien en 301. Le christianisme en Éthiopie lui emboîte le pas avec la conversion du roi Ezana d'Aksoum par Frumentius vers 330. L'empire romain avec Théodose Ier qui décrète le 28 février 380 l'édit de Thessalonique et y officialise le culte chrétien orthodoxe par opposition à l'arianisme précède la France mais ne constitue cependant pas une nation en tant que telle. Le royaume des Francs n'occupe donc que la quatrième place mais comme la décision de Clovis intervient après le sac de Rome en 410 et les conciles d'Éphèse et de Chalcédoine, on peut comprendre selon le cardinal Philippe Barbarin que le peuple franc soit considéré comme le premier peuple barbare à avoir été baptisé dans la foi de Nicée.

### Les campagnes de Pépin le Bref et le culte de sainte Pétronille
La notion de filiation spirituelle des rois francs apparaît à l'époque de Pépin le Bref lorsque celui-ci donne naissance aux États pontificaux le 14 avril 754 et se fait sacrer roi des Francs le 28 juillet 754 par le pape Étienne II qui le proclame « Défenseur de l'Église romaine », son « compère en esprit » et déclare ses fils Charlemagne et Carloman Ier ses propres fils spirituels,. Lorsque Pépin lance trois campagnes (couronnées de succès) de 756 à 758, pour parvenir à repousser les Lombards et finalement livrer au pape les territoires conquis, appelés depuis le patrimoine de Saint-Pierre, il est alors qualifié de Protecteur, Fils aîné de l'Église et roi très chrétien[source insuffisante].
L'association de sainte Pétronille avec la couronne française vient du fait que Charlemagne et Carloman Ier ont été considérés comme des fils adoptifs de l'apôtre Pierre après 800. Or cette femme est considérée comme la fille spirituelle de Pierre ; de fait, elle est reconnue comme patronne du royaume de France qui est considéré comme le premier fils de l'Église comme Pétronille est la fille du premier chef de l'Église. Pétronille était reconnue comme patronne des rois de France, elle devint patronne nationale.
Pépin le Bref aurait fait transporter à Rome sa fille Gisèle, qui venait de naître, afin qu'elle reçût le baptême des mains du pape Paul Ier près du tombeau de Pétronille. Charlemagne, aux environs de l'an 800, vint visiter la chapelle où reposait le corps de Pétronille et sembla avoir une profonde vénération pour elle. Ce bâtiment a été donné par Paul Ier en toute propriété aux rois francs sous le nom de « Capella regum Francorum » (chapelle des rois Francs) avant de devenir la chapelle de sainte Pétronille. Aussitôt devenu roi de France, Louis XI octroya 1 200 écus d'or en faveur de l'édifice de l'église Sainte-Pétronille à Rome, par lettre patente datée d'Amboise le 3 novembre 1461. À la suite de la maladie du dauphin Charles, le roi aurait fait embellir la chapelle de sainte Pétronille. C'est probablement à partir de ce moment qu'elle devient la patronne des dauphins de France, des représentations de dauphins figurant sur son sarcophage initial. Pendant le règne de Louis XII, le cardinal Jean de Bilhères Lagraulas commanda au jeune sculpteur Michel-Ange une vierge de piété, la célèbre Pietà, pour décorer la chapelle Sainte-Pétronille, petit édifice proche de la basilique constantinienne de Saint-Pierre de Rome et lieu de rassemblement des Français de Rome avant la construction de l'église Saint-Louis-des-Français.
Aujourd'hui, une messe pour la France est encore célébrée chaque année le 31 mai, fête de sainte Pétronille, dans sa chapelle dédiée à la basilique Saint-Pierre.

### L'aînesse du roi de France du Moyen Âge à la Renaissance
Au Moyen Âge, il n'y a pas d'affirmation d'un droit d'aînesse de la France en tant que peuple bien qu'une relation privilégiée avec le royaume soit régulièrement soulignée.
Ce sera par exemple le cas lorsque, en 1239, le pape Grégoire IX félicite Saint Louis pour les actions dans le cadre des croisades, notamment contre les albigeois, et sollicite son aide contre Frédéric II, empereur du Saint-Empire. Dans cette missive, le pape affirme que « Le Royaume de France a été placé par Dieu au-dessus de tous les peuples ; Jésus-Christ l’a choisi comme l’exécuteur spécial des volontés divines »,.
En 1389, l'antipape Clément VII affirme « singulière fiance » en Charles VI venu lui porter obédience, le considérant comme « bras dextre de l'Église et vrai champion très chrétien ».
La mention d'aînesse se manifeste surtout dès la Renaissance : 
- le pape Alexandre VI appelle Charles VIII son fils aîné ;
- les rois de France Louis XII et François Ier se diront premiers fils de l'Église ;
- la reine Catherine de Médicis assure en 1562 à l'ambassadeur d'Angleterre que « le royaume de France était l'aîné de la sainte Église » et cette notion fut reprise par la Ligue sous Henri III[17] ;
- et le nonce apostolique va même en 1564 jusqu'à qualifier la reine mère Catherine de Médicis de fille aînée de l'Église[1], donnant ainsi à la reine de France (à cette époque le roi Charles IX était célibataire) cette distinction insigne qui n'était attribuée qu'au roi.

Cette appellation fut toujours acceptée par les papes,.

### La France, fille aînée de l'Église à l'ère moderne
L'appellation se poursuit dans la perspective providentialiste du XIXe siècle lorsque les papes appellent la France au secours pour défendre initialement leurs intérêts temporels, comme l'atteste la politique italienne de Napoléon III. Triomphant en 1896 avec le quatorzième centenaire du baptême de Clovis célébré en grande pompe à Reims, l'expression fille aînée de l'Église… de Rome est un épisode de la « guerre des deux France » qui traduit un enjeu ecclésiologique majeur : affirmer la monarchie pontificale et son pouvoir spirituel à travers l'instrumentalisation du discours papal qui encourage le Ralliement des catholiques français à la Troisième République laïque, et souhaite ainsi répondre à une logique de conciliation entre nationalisme et ultramontanisme après que le Saint-Siège a perdu en 1870 les États pontificaux et son pouvoir temporel.
La France est qualifiée de « fille aînée de l'Église de Jésus » pour la première fois dans un discours de Frédéric Ozanam le 4 décembre 1836 au lendemain de la révolution de 1830, puis l'expression « France, fille aînée de l'Église » est attestée pour la première fois lors du Discours sur la vocation de la nation française prononcé le 14 février 1841 par Lacordaire dans la cathédrale Notre-Dame de Paris, évoquant le lien entre le comte de Marnes (prétendant au trône sous le nom de Louis XIX) alors en exil et sa filiation avec l'Église.

## Usage contemporain

### Par des responsables politiques
Après-guerre plusieurs responsables politiques ont repris cette notion lors de relations de la France avec la papauté.
- René Coty le 13 mai 1957 lors de la rencontre avec Pie XII[15] ;
- Charles de Gaulle durant sa visite à Jean XXIII le 27 juin 1959[15] ;
- Jacques Chirac reçu par Jean-Paul II le 20 janvier 1996[15] ;
- Nicolas Sarkozy s'adressant à Benoît XVI le 20 décembre 2007[15],[23], discours suscitant des réactions critiques[24],[25],[26].

### Par des papes
Lors du premier voyage apostolique de Jean-Paul II en France, le pape apostrophe les évêques réunis au Bourget, dans son homélie du 1er juin 1980, en ces termes « France, fille aînée de l'Église, es-tu fidèle aux promesses de ton baptême ? ». Attaché à cette vocation spéciale, Jean-Paul II revient en France en 1996 pour l'anniversaire du baptême de Clovis et en 2004, malgré les polémiques. En 1996, il ne réutilise pas l'expression peut-être parce qu'on lui aurait fait remarquer qu’elle manquait de fondement historique.
Lors de sa rencontre avec les jeunes des groupes de louange Glorious et Hopen, le pape François a rappelé que, si la France était « la fille aînée de l’Église », elle n'était peut-être « pas la plus fidèle ». Il appelle donc les jeunes Français à partager de nouveau la joie de l'Évangile.[réf. nécessaire]
Le 15 novembre 2015, il conclut un Angélus par une adresse vers la France touchée par des attentats demandant à la « Vierge Marie » de « protéger et de veiller sur la chère nation française, fille aînée de l'Église, sur l'Europe et sur le monde tout entier. »